# Rhynchonereella nasuta
Rhynchonereella nasuta är en ringmaskart som först beskrevs av Richard Greeff 1876.  Rhynchonereella nasuta ingår i släktet Rhynchonereella och familjen Alciopidae. Inga underarter finns listade i Catalogue of Life.